# Walid Regragui
Walid Regragui (Corbeil-Essonnes, 31 de octubre de 1975)  es un exfutbolista y entrenador marroquí nacido en Francia. Actualmente dirige a la selección de fútbol de Marruecos.
Hizo historia al conseguir el cuarto puesto en el Mundial de Fútbol 2022, el mejor resultado para una nación africana hasta ahora, superando a equipos de la talla de España, Bélgica y Portugal.

## Carrera como jugador
Nació el 3 de abril de 1975y se formó en el AS Corbeil-Essonnes. Jugó principalmente como lateral derecho y pasó la mayor parte de su carrera en el AC Ajaccio, parte de la notable generación entrenada por Rolland Courbis que ganó la Ligue 2. Tras dejar Ajaccio, Regragui pasó por Racing de Santander en España antes de regresar a Francia en Dijon FCO y Grenoble Foot 38.
El 14 de septiembre de 2010 fichó por el US Fleury-Mérogis en la Division d'Honneur (D6), jugó tres temporadas y puso fin a su carrera futbolística a los 36 años.

## Carrera como entrenador

### Marruecos
El 26 de septiembre de 2012, el entrenador de la selección marroquí, Rachid Taoussi, nombró a Regragui como primer entrenador asistente al frente de su cuerpo técnico, seguido de Rachid Benmahmoud. El 13 de octubre, Regragui apareció por primera vez en el banquillo como segundo entrenador con motivo de la clasificación para la Copa Africana de Naciones 2013 tras el 4-0 ante Mozambique en Marrakech. Durante la temporada 2012-13 combinó su puesto como asistente de la selección nacional con un papel como asesor deportivo en los partidos de la Ligue 1 para el canal beIN Sport.
El 19 de enero de 2013, Marruecos disputó su primer partido de la CAN 2013 frente a Angola (empate, 0-0). Los otros dos partidos de la fase de grupos ante Cabo Verde (1-1) y Sudáfrica (2-2) también acabaron en empate, eliminando así a Marruecos en primera ronda. El 28 de mayo de 2013, la prensa marroquí reveló diferencias de opinión entre Regragui y el técnico Rachid Taoussi, con motivo de la clasificación para la Copa Africana de Naciones 2015. El 22 de octubre de 2013 dejó su cargo al mismo tiempo que el técnico Rachid Taoussi.

### FUS
El 8 de mayo de 2014, consiguió un trabajo de entrenador con FUS Rabat para la temporada 2014-15. Tras sus actuaciones en la liga y la victoria en la Copa del Trono en 2014, fue nombrado Entrenador del Año de Mars d'Or en marzo de 2015. El 22 de enero de 2020 abandonó el club de común acuerdo.

### Al-Duhail
El 22 de enero de 2020, se convirtió en entrenador del club qatarí Al-Duhail luego de un acuerdo amistoso con los directivos del FUS Rabat. En un comunicado de prensa, el FUS destacó que la salida obedece al deseo de Regragui de colaborar con el club qatarí. 
Regragui logra obtener la Qatar Stars League en agosto de 2020. Sin embargo, la eliminación del club qatarí en la Liga de Campeones de la AFC ante el Al-Taawoun por 1-0, selló el futuro del técnico que terminó dejando su cargo el 2 de octubre de 2020.

### Wydad Casablanca
El 10 de agosto de 2021, Regragui fue nombrado entrenador del Wydad Casablanca. El equipo ganó la Botola 2021-22 en su primera temporada. El 30 de mayo de 2022, llevó al Wydad AC a ganar su tercer título de la Liga de Campeones de la CAF, después de vencer al campeón defensor Al-Ahly en la final. Se convirtió en el segundo técnico marroquí en ganar la Liga de Campeones, después de Hussein Ammouta con el Wydad en 2017.
El 28 de julio de 2022 llegó a la final de la Copa de Marruecos perdida tras la tanda de penaltis ante el RS Berkane. Durante este partido, fue expulsado en los últimos diez minutos de partido tras lanzar una botella en dirección a un jugador del Berkane en un contragolpe contrario. El 31 de julio de 2022, es decir, tres días después, Regragui anunció a través de un comunicado de prensa en sus redes sociales, su salida como entrenador del Wydad Casablanca.
En diciembre de 2022, Regragui fue nominado para el mejor entrenador de clubes del mundo de la IFFHS de 2022 por su desempeño en el año en revisión con Wydad antes de convertirse en entrenador de la selección marroquí.

### Regreso a Marruecos
El 31 de agosto de 2022, Regragui fue nombrado nuevo entrenador de la selección de fútbol de Marruecos tras el despido de Vahid Halilhodžić. El 21 de septiembre de 2022, Regragui dirigió su primer partido amistoso, que terminó con una victoria por 1-0 contra Madagascar.
En la Copa Mundial de la FIFA 2022, llevó a Marruecos a la fase eliminatoria por primera vez desde 1986, y a los cuartos de final tras vencer a España en los penaltis en los octavos de final, convirtiendo a Marruecos en la cuarta nación africana y la primera nación árabe en clasificarse para esta etapa en una competencia de la Copa del Mundo. El propio Regragui es el primer entrenador africano y el primer entrenador árabe en llegar a esta etapa. Más tarde, Marruecos vencería a Portugal por 1-0 y pasaría a las semifinales, que los convertiría en el primer equipo africano y el primer equipo árabe en clasificar a dicha instancia. Sin embargo, perdieron ante Francia en la semifinal por 2-0 el 14 de diciembre. Posteriormente, terminaron en cuarto lugar con una derrota por 2-1 contra Croacia.
El 20 de diciembre de 2022, con motivo de su regreso de Catar, fue invitado junto a sus jugadores al Palacio Real de Rabat por el Rey Mohammed VI, el Príncipe Hassan III y Moulay Rachid para ser condecorados oficialmente con la Orden del Trono, heredando el comandante de rango.

## Clubes

### Como jugador
| Club                | País      | Año       |
| ------------------- | --------- | --------- |
| Racing Paris        | Francia   | 1998-1999 |
| Toulouse FC         | Francia   | 1999-2001 |
| AC Ajaccio          | Francia   | 2001-2004 |
| Racing de Santander | España    | 2004-2007 |
| Dijon FCO           | Francia   | 2007      |
| Grenoble            | Francia   | 2007-2009 |
| Mogreb Tetuán       | Marruecos | 2009      |
| US Fleury-Merogis   | Francia   | 2010-2011 |

### Como entrenador

#### Como segundo entrenador
| Club      | País      | Año         | Segundo Entrenador de |
| --------- | --------- | ----------- | --------------------- |
| Marruecos | Marruecos | 2012 - 2013 | Rachid Taoussi        |

### Como entrenador
Datos actualizados al 11 de junio de 2024.
| Club             | País      | Año             | PJ  | PG  | PE  | PP | Rendimiento |
| ---------------- | --------- | --------------- | --- | --- | --- | -- | ----------- |
| FUS Rabat        | Marruecos | 2014 - 2020     | 234 | 95  | 84  | 55 | 52.57 %     |
| Al-Duhail        | Catar     | 2020            | 20  | 13  | 1   | 6  | 66.67 %     |
| Wydad Casablanca | Marruecos | 2021 - 2022     | 48  | 31  | 10  | 7  | 71.52 %     |
| Marruecos        | Marruecos | 2022 - Presente | 27  | 15  | 8   | 4  | 65.44 %     |
| Total            | Total     | Total           | 331 | 154 | 104 | 73 | 57 %        |

## Palmarés

### Como jugador

#### Campeonatos nacionales
| Título  | Club       | País    | Año     |
| ------- | ---------- | ------- | ------- |
| Ligue 2 | AC Ajaccio | Francia | 2001-02 |

### Como entrenador

#### Campeonatos nacionales
| Título             | Club             | País      | Año     |
| ------------------ | ---------------- | --------- | ------- |
| Copa del Trono     | FUS Rabat        | Marruecos | 2013-14 |
| Botola             | FUS Rabat        | Marruecos | 2015-16 |
| Qatar Stars League | Al-Duhail        | Catar     | 2019-20 |
| Botola             | Wydad Casablanca | Marruecos | 2021-22 |

#### Campeonatos internacionales
| Título                      | Club             | País      | Año     |
| --------------------------- | ---------------- | --------- | ------- |
| Liga de Campeones de la CAF | Wydad Casablanca | Marruecos | 2021-22 |